# Parque provincial del Lago Adams

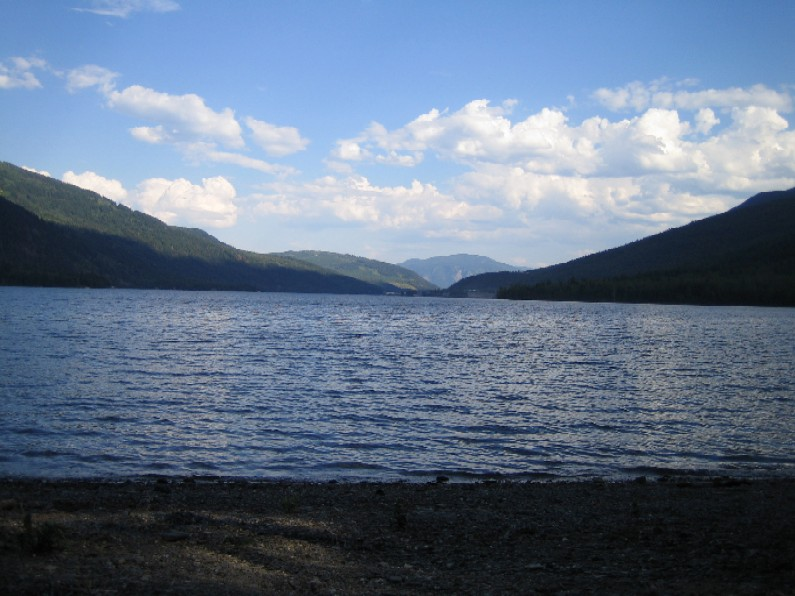
Lago Adams visto desde el parque

El parque provincial del lago Adams es un parque provincial en Columbia Británica, Canadá. Abarca tres parques distintos: parque provincial de Adams Lake (Bush Creek Site), parque provincial de Adams Lake (Poplar Point Site) y parque provincial de Adams Lake (Spillman Beach Site).
Los parques están situados al este de Kamloops, y 30 kilómetros al norte de Chase, o al norte de Kamloops y 48 kilómetros al este de Louis Creek. Las comunidades, pueblos y ciudades más cercanas a este parque son Scotch Creek, Sorrento, Salmon Arm, Barriere, Chase y Kamloops.

## Parque provincial de Adams Lake (Bush Creek Site)
El parque protege las playas y la costa del Adams, así como bosques mixtos de álamo temblón, abedul, sauce, abeto Douglas y tuya occidental. El área se estableció como un área de recreo en 1988 y designado como un parque provincial en 1997. El parque tiene 56 hectáreas de tamaño y se encuentra en el litoral suroeste del lago Adams.

## Parque provincial de Adams Lake (Poplar Point Site)
El parque protege una porción de las playas del lago Adams y un bosque de montaña de abetos de Douglas, tuya occidental y olmos. Establecido el 30 de abril de1996. El parque tiene una extensión de 32 hectáreas y se localiza en el lado este del Lago Adams, donde el riachuelo Bugcamp desemboca en el lago.

## Parque provincial de Adams Lake (Spillman Beach Site)
El parque abarca la playa frontal a lo largo del lago Adams y la porción más baja de Spillman Creek. El parque contiene abetos de Douglas mezclados con pinos contorta, bosques de abedul, y cedro rojo occidental. Spillman Creek posee un riachuelo con truchas arco iris salvajes con posible hábitat de desove. Es potencial hábitat de desove del salmón rojo. Establecido el 30 de abril de 1996, el parque tiene una extensión de 139 hectáreas de medida y está localizado en el lado este del lago Adams.